# Kangaamiut
Kangaamiut [kaˈŋaːmiut] (nach alter Rechtschreibung Kangâmiut) ist eine grönländische Siedlung im Distrikt Maniitsoq in der Qeqqata Kommunia.

## Lage
Kangaamiut liegt an der Südwestküste der gleichnamigen Insel. Die langgezogene und steile Küste liegt an der Meerenge Sallinnguit Timaat, die von drei schmalen Inseln begrenzt wird: Sallinngua Avannarleq, Saarlunngua und Sallinngua Kujalleq, die zu dritt als Sallinnguit zusammengefasst werden. Die Halbinsel, der Kangaamiut vorgelagert ist, liegt zwischen den Kangaamiut Kangerluarsuat im Norden und dem Kangerlussuatsiaq (Evighedsfjord) im Süden. Der nächstgelegene Ort ist das 50 km südlich gelegene Maniitsoq.

## Geschichte
1755 wurde Kangaamiut als Kolonie vom dänischen Kaufmann Anders Olsen gegründet. Damals trug es den Namen „Sukkertoppen“ (deutsch Zuckerhut), der sich von einem entsprechend geformten Berg in der Nähe des Dorfes ableitet. In den ersten Jahren wurde die Kolonie sehr vom Gründerkaufmann Anders Olsen und dem Missionar Berthel Laersen geprägt. Durch letzteren waren bis 1775 bereits 280 Taufen heidnischer Grönländer vorgenommen worden. Kaufmann Jens Larsen Smidt schlug 1779 vor, die Kolonie nach Süden zu verlegen, da der Ort besser für den Walfang geeignet sei und die meisten Menschen dort lebten. Die Versetzung nach Maniitsoq erfolgte 1781, sodass Kangaamiut zu „Gamle Sukkertoppen“ wurde, sehr zum Missfallen Anders Olsens.
Kangaamiut war ab 1911 eine eigene Gemeinde im Kolonialdistrikt Sukkertoppen, der noch die Wohnplätze Narsarmiut, Timerliit und Appamiut angehörten. Sie war Teil des 10. Landesratswahlkreises Südgrönlands.
1918 lebten 258 Grönländer und ein Däne in Kangaamiut, das ab 1781 ein Udsted war. Zu diesem Zeitpunkt gab es in Kangaamiut 30 grönländische Wohnhäuser. Die Wohnung für den Udstedsverwalter wurde 1908 als Fachwerkbau errichtet. Sie maß rund 65 m² und hatte drei Zimmer. Ein Proviantlager mit Laden stammte aus dem Jahr 1907 und war gut 110 m² groß und ebenfalls ein Fachwerkgebäude. Das Speckhaus wurde 1861 aus Stein errichtet. Ein weiteres Speck- und Fischhaus wurde 1912 als Fachwerkbau gebaut und maß knapp 100 m². Es gab außerdem eine Böttcherei, einen Schuppen und ein Pulverhaus. Die Schulkapelle war knapp 67 m² groß und aus Stein. Darin befanden sich ein Altar, eine Kniefallbank, ein Taufbecken, ein Predigtstuhl und ein Schulzimmer von knapp 24 m². Im Ort arbeiteten neben dem dänischen Udstedsverwalter ein Böttcher, eine Hebamme und zwei Katecheten sowie ein dritter pensionierter. Die Grönländer lebten vor allem von der Jagd auf Robben, Rentiere und Belugas. 1875 waren noch doppelt so viele Robben gefangen worden wie 1917. Es gab 40 Jäger und sechs Fischer.
1929 erhielt Kangaamiut eine neue Schule und 1930 wurde ein Packhaus errichtet. Am 7. August 1949 erhielt Kangaamiut eine Kirche, die auf dem Fundament der alten Schulkapelle errichtet wurde. 1950 wurde ein Fischhaus für die mittlerweile 71 Fischer errichtet. 1955 wurde ein Reihenhaus mit fünf Wohnungen errichtet, womit Kangaamiut zum ersten Dorf und noch im Jahr 1970 einzigen mit Reihenhausbebauung wurde. 1960 wurden weitere Reihenhäuser und 1961 ein mehrstöckiges Wohnhaus errichtet, auch das ein Novum in grönländischen Dörfern. 1960 wurde ein Versammlungshaus mit Kino errichtet. 1963 wurde eine zweite Schule und ein zweites Fischhaus gebaut. 1964 wurde ein Kindergarten eröffnet und im selben Jahr entstand ein Badehaus. Daneben gab es eine Krankenstation. 1965 wurde eine private Fischfabrik eröffnet. 1966 wurden die öffentlichen Einrichtungen mit Strom versorgt und die Versorgung an die Gemeinde übertragen, womit Kangaamiut der erste Ort mit kommunaler Stromversorgung wurde. Fünf Jahre später wurde die Stromversorgung auch auf private Haushalte ausgeweitet. 1970 lebten bereits 618 Menschen in Kangaamiut, was den Ort zum größten Dorf Grönlands machte.
Von 1950 bis 2008 war Kangaamiut ein Ort in der Gemeinde Maniitsoq. Seit 2009 gehört Kangaamiut zur Qeqqata Kommunia.

## Liste der Kolonialangestellten
Die Liste der Kolonialverwalter und Missionare aus der Zeit, als Kangaamiut Kolonie war, befindet sich im Artikel Maniitsoq #Liste der Kolonialangestellten bis 1921.

## Wirtschaft
Kangaamiut lebt vom Fischfang. In der Fischfabrik werden vor allem Dorsch, Schwarzer Heilbutt, Gestreifter Seewolf und Seehasenrogen verarbeitet. Kangaamiut ist beliebt bei Touristen für Heliskiing, freizeitlichen Fischfang und Jagd. Überregional bekannt ist der Ort zudem für sein Kunsthandwerk.

## Infrastruktur und Versorgung
Der Hafen von Kangaamiut besteht aus einem Kai für die Fischfabrik und einem Kai für Versorgungsschiffe sowie zwei Stegen für kleinere Boote. Der Verkehr erfolgt mit der Umgebung per Boot oder per Hubschrauber. Es gibt eine längere asphaltierte Straße in Kangaamiut und zwei kürzere. Lediglich der zwischen den Bergen gelegene Friedhof und der Fußballplatz ist nicht an das Straßennetz angebunden.
Nukissiorfiit versorgt Kangaamiut über einen See östlich des Orts mit Trinkwasser. Ein Dieselkraftwerk sichert die Stromversorgung. Abwasser werden in Meer und Boden geleitet, während der Abfall deponiert und verbrannt wird. TELE Greenland sorgt für telekommunikative Anbindung. Eine Pilersuisoq-Filiale versorgt die Bewohner mit Gütern und Lebensmitteln.

## Bebauung
In Kangaamiut befinden sich ein Postgebäude, ein Servicegebäude und ein Versammlungsgebäude. Zudem liegen im Ort eine Kirche, eine Kita, eine Schule und ein Altenheim. Zur Freizeitbeschäftigung existiert ein Fußballplatz, eine Sporthalle und ein Spielplatz. Ein Museum ist geplant.

## Sport
Der Fußballverein K'âsuk Kangaamiut nahm zwischen 1960 und 1990 mehrfach an der Grönländischen Fußballmeisterschaft teil. 1985 wurde zudem der Verein KT-85 Kangaamiut gegründet, der in den 1990er Jahren und um 2010 mehrfach Teilnehmer der Meisterschaft war.

## Söhne und Töchter
- Jens Kreutzmann (1828–1899), Maler, Erzähler und Handelsverwalter
- Johannes Kreutzmann (1862–1940), Jäger und Künstler
- Kristoffer Kreutzmann (1867–1942), Künstler
- Peter Rosing (1871–1938), Künstler und Landesrat
- Hans Kreutzmann (1887–?), Landesrat
- Karl Kreutzmann (1889–?), Landesrat
- David Rosing (1906–1989), Landesrat
- Ricard Petersen (1931–2014), Pfarrer, Propst, Dompropst, Katechet, Lehrer und Landesrat
- Ulrik Augustussen (* 1960), Musiker
- Iisaavaraq Petrussen (* 1960), Musiker
- Kunuk Platou (* 1964), Filmproduzent und Zeichner

## Bevölkerungsentwicklung
Kangaamiut ist das drittgrößte Dorf Grönlands. Dennoch ist die Einwohnerzahl seit den 1990er Jahren um fast die Hälfte gesunken.